# Coleophora nigricornis
Coleophora nigricornis é uma espécie de mariposa do gênero Coleophora pertencente à família Coleophoridae.